# Tuffi ai campionati mondiali di nuoto 2007 - Trampolino 3 metri femminile
La gara dei tuffi dal trampolino 3 metri femminile dei campionati mondiali di nuoto 2007 è stata disputata il 24 e 25 marzo presso il Melbourne Sports and Aquatic Centre di Melbourne.
La gara, alla quale hanno preso parte 40 atlete, si è svolta in tre turni, in ognuno dei quali l'atleta ha eseguito una serie di cinque tuffi.
La competizione è stata vinta dalla tuffatrice cinese Guo Jingjing, mentre l'argento e il bronzo sono andati rispettivamente all'altra cinese Wu Minxia e dall'italiana Tania Cagnotto.

## Programma
| Data          | Ora   | Turno        |
| ------------- | ----- | ------------ |
| 24 marzo 2007 | 10:00 | Eliminatorie |
| 25 marzo 2007 | 10:00 | Semifinale   |
| 25 marzo 2007 | 15:00 | Finale       |

## Podio
| Posizione | Atleta         | Nazionalità |
| --------- | -------------- | ----------- |
| Oro       | Guo Jingjing   | Cina        |
| Argento   | Wu Minxia      | Cina        |
| Bronzo    | Tania Cagnotto | Italia      |

## Risultati

### Preliminari
I migliori 18 punteggi accedono alla semifinale
| Pos. | Atleta                          | Nazionalità   | Punti  | Note |
| ---- | ------------------------------- | ------------- | ------ | ---- |
| 1    | Guo Jingjing                    | Cina          | 356.10 | Q    |
| 2    | Anna Lindberg                   | Svezia        | 322.80 | Q    |
| 3    | Sharleen Stratton               | Stati Uniti   | 320.80 | Q    |
| 4    | Julija Pachalina                | Russia        | 319.90 | Q    |
| 5    | Anastasija Pozdnjakova          | Russia        | 308.25 | Q    |
| 6    | Blythe Hartley                  | Canada        | 306.75 | Q    |
| 7    | Paola Espinosa                  | Messico       | 304.65 | Q    |
| 8    | Nancilea Foster                 | Stati Uniti   | 297.15 | Q    |
| 9    | Laura Sánchez Soto              | Messico       | 296.65 | Q    |
| 10   | Ditte Kotzian                   | Germania      | 291.10 | Q    |
| 11   | Olena Fedorova                  | Ucraina       | 287.25 | Q    |
| 12   | Kelci Bryant                    | Stati Uniti   | 284.85 | Q    |
| 13   | Wu Minxia                       | Cina          | 283.15 | Q    |
| 14   | Tania Cagnotto                  | Italia        | 281.90 | Q    |
| 15   | Nóra Barta                      | Ungheria      | 273.60 | Q    |
| 16   | Tandi Gerrard                   | Gran Bretagna | 273.55 | Q    |
| 17   | Katja Dieckow                   | Germania      | 269.10 | Q    |
| 18   | Briony Cole                     | Australia     | 267.00 | Q    |
| 19   | Mariya Voloshchenko             | Ucraina       | 265.50 |      |
| 20   | Noemi Batki                     | Italia        | 264.55 |      |
| 21   | Émilie Heymans                  | Canada        | 263.20 |      |
| 22   | Jodie McGroarty                 | Gran Bretagna | 262.80 |      |
| 23   | Jenna Dreyer                    | Sudafrica     | 262.50 |      |
| 24   | Evtykhia Pappa-Papavasilopoulou | Grecia        | 246.30 |      |
| 25   | Martina Andrén                  | Svezia        | 239.70 |      |
| 26   | Diamantina Georgatou            | Grecia        | 233.35 |      |
| 27   | Elizabeth Jimie                 | Malaysia      | 227.90 |      |
| 28   | Katura Horton-Perinchief        | Bermuda       | 224.75 |      |
| 29   | Alejandra Fuentes               | Venezuela     | 222.90 |      |
| 30   | Veronika Kratochwil             | Austria       | 210.40 |      |
| 31   | Joselyn Carolina Castillo       | Venezuela     | 209.50 |      |
| 32   | Josephine Rapit                 | Svizzera      | 205.70 |      |
| 33   | Leong Mun Yee                   | Malaysia      | 200.60 |      |
| 34   | Lauren Karatanevski             | Macedonia     | 195.40 |      |
| 35   | Petra Balog                     | Croazia       | 192.35 |      |
| 36   | Villő Kormos                    | Ungheria      | 189.65 |      |
| 37   | Yaima Mena                      | Cuba          | 171.70 |      |
| 38   | En−Tien Lu                      | Taipei cinese | 168.80 |      |
| 39   | Hsin Lu                         | Taipei cinese | 148.50 |      |
| 40   | Nataša Kolić                    | Croazia       | 148.40 |      |

### Semifinali
I migliori 12 punteggi accedono alla finale
| Pos. | Atleta                 | Nazionalità   | Punti  | Note |
| ---- | ---------------------- | ------------- | ------ | ---- |
| 1    | Guo Jingjing           | Cina          | 375.90 | Q    |
| 2    | Wu Minxia              | Cina          | 352.60 | Q    |
| 3    | Julija Pachalina       | Russia        | 347.55 | Q    |
| 4    | Blythe Hartley         | Canada        | 336.60 | Q    |
| 5    | Anna Lindberg          | Svezia        | 326.85 | Q    |
| 6    | Kelci Bryant           | Stati Uniti   | 312.20 | Q    |
| 7    | Laura Sánchez Soto     | Messico       | 311.10 | Q    |
| 8    | Tania Cagnotto         | Italia        | 309.90 | Q    |
| 9    | Katja Dieckow          | Germania      | 297.40 | Q    |
| 10   | Briony Cole            | Australia     | 297.00 | Q    |
| 11   | Nancilea Foster        | Stati Uniti   | 296.75 | Q    |
| 12   | Anastasija Pozdnjakova | Russia        | 296.55 | Q    |
| 13   | Nóra Barta             | Ungheria      | 294.80 |      |
| 14   | Ditte Kotzian          | Germania      | 292.50 |      |
| 15   | Paola Espinosa         | Messico       | 286.80 |      |
| 16   | Tandi Gerrard          | Gran Bretagna | 272.00 |      |
| 17   | Olena Fedorova         | Ucraina       | 264.35 |      |
| 18   | Sharleen Stratton      | Stati Uniti   | 255.70 |      |

### Finale
| Pos.    | Atleta                 | Nazionalità | Punti  | Note |
| ------- | ---------------------- | ----------- | ------ | ---- |
| Oro     | Guo Jingjing           | Cina        | 381.75 |      |
| Argento | Wu Minxia              | Cina        | 368.80 |      |
| Bronzo  | Tania Cagnotto         | Italia      | 341.70 |      |
| 4       | Anna Lindberg          | Svezia      | 334.05 |      |
| 5       | Julija Pachalina       | Russia      | 320.10 |      |
| 6       | Nancilea Foster        | Stati Uniti | 312.70 |      |
| 7       | Katja Dieckow          | Germania    | 311.00 |      |
| 8       | Blythe Hartley         | Canada      | 301.35 |      |
| 9       | Laura Sánchez Soto     | Messico     | 300.00 |      |
| 10      | Kelci Bryant           | Stati Uniti | 294.55 |      |
| 11      | Anastasija Pozdnjakova | Russia      | 283.45 |      |
| 12      | Briony Cole            | Australia   | 274.95 |      |